# Коландр-Кенкарнон
Коландр-Кенкарнон (фр. Collandres-Quincarnon) насеље је и општина у северној Француској у региону Горња Нормандија, у департману Ер која припада префектури Евре.
По подацима из 2011. године у општини је живело 207 становника, а густина насељености је износила 25,94 становника/km². Општина се простире на површини од 7,98 km². Налази се на средњој надморској висини од 148 метара (максималној 167 m, а минималној 142 m).

## Демографија
| 1962. | 1968. | 1975. | 1982. | 1990. | 1999. | 2011. |
| ----- | ----- | ----- | ----- | ----- | ----- | ----- |
| 191   | 171   | 175   | 155   | 165   | 192   | 207   |

График промене броја становника у току последњих година